# 목포청호초등학교
목포청호초등학교는 대한민국 전라남도 목포시 옥암동에 있는 초등학교다.

## 학교 연혁
- 1997. 03. 05 목포청호초등학교 개교(15학급)
- 1998. 03. 10 병설유치원 개원
- 2004. 01. 20 급식실 및 교실 8실, 특별실 3실 증축
- 2020. 02. 12 제22회 졸업식(87명 졸업, 졸업생 누계 3,359명)
- 2020. 03. 01 19학급 464명(학습도움반 2학급)
- 2020. 09. 01 제10대 김형래 교장 부임

## 참고 자료
- 목포청호초등학교 - 한국교육학술정보원 학교알리미

## 교훈에 대하여
청호 어린이는 푸른 호수처럼 넓은 가슴으로 서로돕고 사랑하며 슬기로운 지혜로 창의적으로 생각하고 나의 행동에 책임을 진다.
- 3심 - 바른마음, 고운마음, 넓은마음, 4행 - 국가, 개인, 효도, 봉사, 양보
- 성공지수, 자긍심, 아이디어
- 성공적 삶, 역지사지

## 학교 상징
- 교화 - 영산홍 : 정열(불타는 정열)
- 교목 - 곰솔 : 늘푸른 기상(자긍심)
- 교색 - 초록 : 푸른 꿈(목표지향)